# I Guess I Just Feel Like
I Guess I Just Feel Like is een nummer van de Amerikaanse singer-songwriter John Mayer uit 2019. Het is de tweede single van zijn achtste studioalbum Sob Rock.

## Achtergrondinformatie
"I Guess I Just Feel Like" is een rustige ballad met een sombere tekst. Volgens Mayer gaat het nummer over "je kwetsbaar op te stellen en de waarheid te vertellen". Mayer zingt over zijn zorgen over de wereld en over zijn eigen leven. In het eerste couplet zingt hij het gevoel te hebben dat niemand eerlijk is, maar geeft toe zelf net zo te zijn. Ook zingt hij dat hij denkt dat de goede dingen weg zijn, en zijn zorgen te groot. In het tweede couplet denkt Mayer terug aan betere tijden, maar in het laatste couplet is hij iets optimistischer en ziet hij de toekomst hoopvoller in.
Het nummer had in Amerika niet veel succes; het bereikte de 94e positie in de Billboard Hot 100. In Nederland werd de plaat een klein hitje, daar bereikte het de 2e positie in de Tipparade. Ook in Vlaanderen kwam het nummer in de Tipparade.

## Tracklijst
Muziekdownload
1. "I Guess I Just Feel Like" - 4:46